# Kalbum
Kalbum – według „Sumeryjskiej listy królów” czwarty władca z II dynastii z Kisz. Dotyczący go fragment brzmi następująco:
„Kalbum (z Kisz), syn Mamagala, panował przez 195 lat”.
Imię Kalibum nie jest imieniem sumeryjskim, lecz akadyjskim i znaczy dosłownie „Pies” (akad. kalbu).